# We are legend
We are legend is een studioalbum van Magenta. Het was een tijd stil rondom deze band uit Wales. Schrijver en componist kreeg te maken met een schrijversblok; hij had het wel gehad met de progressieve rock. Christina Booth kreeg te maken met kanker, waardoor zingen niet meer goed ging, ze kwam wel met een soloalbum The light om het van zich af te zingen. Reed vond een uitweg en Booth herstelde langzaam. Opnamen vonden plaats in de Big Studios in Wales. Alle teksten en muziek zijn afkomstig van Reed. De titel is een verwijzing naar I am legend, de roman van Richard Matheson.

## Musici
- Christina Booth - zang
- Robert Reed – toetsinstrumenten en gitaar
- Chris Fry – gitaar
- Dan Nelson – basgitaar
- Jon Griffiths – drumstel

## Muziek
| Nr. | Titel   | Duur  |
| --- | ------- | ----- |
| 1.  | Trojan  | 25:58 |
| 2.  | Colours | 10:48 |
| 3.  | Legend  | 11:22 |

In Trojan is een fragment te horen, dat terugvoert op Nick Masons drumwerk in Pink Floyds Time. Andere invloeden zijn afkomstig van Yes, Genesis, IQ etc. Pink Floyd komt meer terug bij dit album in de gitaarpartijen en ook in het bijbehorend boekwerkje, dat een afbeelding laat zien van Battersea Power Station van de platenhoes van Animals.